# Ulli Lommel
Ulli Lommel (Zielenzig, 21 dicembre 1944 – Stoccarda, 2 dicembre 2017) è stato un attore, regista e produttore cinematografico tedesco, noto come regista di film horror e per aver interpretato molti film di Rainer Werner Fassbinder.

## Biografia
Nato a Zielenzig, allora parte della Germania (oggi in Polonia), iniziò la sua carriera come attore nel 1960 in La cugina Fanny di Russ Meyer. Nel 1966 interpretò il ruolo di coprotagonista nel film Il caso difficile del commissario Maigret di Alfred Weidenmann. Nel 1969 ottenne il suo primo ruolo importante, quello di Bruno ne L'amore è più freddo della morte, primo lungometraggio di Rainer Werner Fassbinder. Il film sarà premiato nel 1970 al Deutscher Filmpreis. Il sodalizio artistico tra Fassbinder e Lommel si ripeterà in venti film dal 1967 al 1982.
Fassbinder produsse anche il film La tenerezza del lupo, un dramma sugli omicidi di Fritz Haarmann, che fu il secondo film di Lommel come regista. Ulli Lommel partecipò al documentario Fassbinder a Hollywood (2002). Nel 1977 si trasferì negli Stati Uniti e iniziò a lavorare con Andy Warhol, che produsse i suoi film Cocaine Cowboys e Blank Generation (1980). Nel 1980 diresse il film Mirror - Chi vive in quello specchio? (The Boogeyman) che ottenne un grande successo di pubblico nel Regno Unito.
Nel 1982 diresse Brainwaves - Onde cerebrali, interpretato da Tony Curtis e Vera Miles, The Devonsville Terror (1983) con Donald Pleasence e La maledizione dei rubini scomparsi (1986) con Klaus Kinski. Dalla metà degli anni 1980 diresse diversi film, dal dramma alla fantascienza, tra i quali Doppio rischio (1983) con Suzanna Love, Revenge of the Boogeyman (1983) e Rem 1 Experiment (1987). Negli ultimi anni divenne famoso per una lunga serie di direct-to-video basati sulla vita dei serial killer, la maggior parte dei quali furono stroncati dalla critica.
Nel 2003 realizzò il film Boogeyman II: Redux, una vera e propria riedizione director's cut di Revenge of the Boogeyman, con scene girate ex-novo per l'occasione e sequenze tratte anche dal primo capitolo Mirror - Chi vive in quello specchio?. In questa versione del film compariva anche lo stesso Lommel nella parte di se stesso, in un vero e proprio gioco metacinematografico. Boogeyman II: Redux, noto anche come Ulli Lommel's Boogeyman 2: Director's Cut, dopo una fugace uscita al Cinema negli Stati Uniti d'America fu distribuito direttamente in DVD.
Muore improvvisamente a 72 anni, il 2 dicembre 2017, per insufficienza cardiaca mentre il suo film Boogeyman: Reincarnation, quarto capitolo della saga iniziata nel 1980 con Mirror - Chi vive in quello specchio? (The Boogeyman), è ancora in fase di post-produzione.

## Filmografia

### Cinema

#### Regista
- Haytabo (1971)
- Tödlicher Poker (1972)
- La tenerezza del lupo (Die Zärtlichkeit der Wölfe) (1973)
- Jodeln is ka Sünd (1974)
- Wachtmeister Rahn (1974)
- Un matrimonio immorale (Der zweite Frühling) (1975)
- Adolf und Marlene (1977)
- Ausgerechnet Bananen (1978)
- Cocaine Cowboys (1979)
- Blank Generation (1980)
- Mirror - Chi vive in quello specchio? (The Boogeyman) (1980)
- Brainwaves - Onde cerebrali (BrainWaves) (1982)
- Doppio rischio (Olivia) (1983)
- Revenge of the Boogeyman (1983)
- The Devonsville Terror (1983)
- Strangers in Paradise (1984)
- La maledizione dei rubini scomparsi (Revenge of the Stolen Stars) (1986)
- Rem 1 Experiment (I.F.O. - Identified Flying Object) (1987)
- Overkill (1987)
- Heaven and Earth (1987)
- Warbirds (1989)
- Cold Heat (1989)
- Colpo per colpo (The Big Sweat) (1991)
- A Smile in the Dark (1991)
- Sex Crimes (1992)
- Return of the Boogeyman (1994)
- Marilyn, My Love (1994)
- Millennium Day (1995)
- Every Minute Is Goodbye (1996)
- Eva Braun: Her Life with Adolf Hitler (1996)
- Bloodsuckers (1997)
- Alien X Factor (1997)
- Danny and Max (2000)
- September Song (2001)
- Boogeyman II: Redux (2003)
- Daniel - Der Zauberer (2004)
- Zombie Nation (2004)
- Ulli Lommel's Zodiac Killer (2005)
- B.T.K. Killer (2005)
- Green River Killer (2005)
- Killer Pickton (2006)
- The Raven (2006)
- Black Dahlia (2006)
- Diary of a Cannibal (2007)
- Curse of the Zodiac - La maledizione dello Zodiaco (Curse of the Zodiac) (2007)
- The Tomb (2007)
- Borderline Cult (2007)
- Dungeon Girl (2008)
- Son of Sam (2008)
- Baseline Killer (2008)
- Killer Nurse (2008)
- Absolute Evil (2009)
- Nightstalker (2009)
- D.C. Sniper (2010)
- Manson Family Cult (2012)
- Campo Bahia Unplugged - documentario (2015)
- Boogeyman: Reincarnation (2017)

#### Attore
- Sono solo una donna (Ich bin auch nur eine Frau), regia di Alfred Weidenmann (1962)
- Die endlose Nacht, regia di Will Tremper (1963)
- Nude per amare (Das grosse Liebesspiel), regia di Alfred Weidenmann (1963)
- La cugina Fanny (Fanny Hill), regia di Russ Meyer (1964)
- Il caso difficile del commissario Maigret (Maigret und sein größter Fall), regia di Alfred Weidenmann (1966)
- Detektive, regia di Rudolf Thome (1969)
- L'amore è più freddo della morte (Liebe ist kälter als der Tod) regia di Rainer Werner Fassbinder (1969)
- Mai più dolce sorella (Deine Zärtlichkeiten), regia di Herbert Vesely (1969)
- Il soldato americano (Der Amerikanische Soldat), regia di Rainer Werner Fassbinder (1970)
- Der gelbe Koffer, regia di Fernando Merino (1970)
- Anglia, regia di Werner Schroeter (1970)
- Whity, regia di Rainer Werner Fassbinder (1971)
- Attenzione alla puttana santa (Warnung vor einer heiligen Nutte), regia di Rainer Werner Fassbinder (1971)
- Haytabo, regia di Ulli Lommel e Peter Moland (1971)
- La mala ordina, regia di Fernando Di Leo (1972)
- La ragazza di notte (Harlis), regia di Robert Van Ackeren (1972)
- Effi Briest (Fontane - Effi Briest oder: Viele, die eine Ahnung haben von ihren Möglichkeiten und Bedürfnissen und trotzdem das herrschende System in ihrem Kopf akzeptieren durch ihre Taten und es somit festigen und durchaus bestätigen), regia di Rainer Werner Fassbinder (1974)
- Con la música a otra parte, regia di Fernando Merino (1975)
- L'ombra degli angeli (Schatten der Engel), regia di Daniel Schmid (1976)
- Nessuna festa per la morte del cane di Satana (Satansbraten), regia di Rainer Werner Fassbinder (1976)
- Roulette cinese (Chinesisches Roulette), regia di Rainer Werner Fassbinder (1976)
- Adolf und Marlene, regia di Ulli Lommel (1977)
- Ausgerechnet Bananen, regia di Ulli Lommel (1978)
- Blank Generation, regia di Ulli Lommel (1980)
- Doppio rischio (Olivia), regia di Ulli Lommel (1983)
- Revenge of the Boogeyman, regia di Ulli Lommel (1983)
- Strangers in Paradise, regia di Ulli Lommel (1984)
- La maledizione dei rubini scomparsi (Revenge of the Stolen Stars), regia di Ulli Lommel (1986)
- Sex Crimes, regia di Ulli Lommel e Gregory Alosio (1992)
- Hors Saison, regia di Daniel Schmid (1992)
- Every Minute Is Goodbye, regia di Ulli Lommel (1996)
- Bloodsuckers, regia di Ulli Lommel (1997)
- September Song, regia di Ulli Lommel (2001)
- Boogeyman II: Redux, regia di Ulli Lommel (2003)
- Daniel der Zauberer, regia di Ulli Lommel (2004)
- Zombie Nation, regia di Ulli Lommel (2004)
- Ulli Lommel's Zodiac Killer, regia di Ulli Lommel (2005)
- B.T.K. Killer, regia di Ulli Lommel (2005)
- Green River Killer, regia di Ulli Lommel (2005)
- The Raven, regia di Ulli Lommel (2006)
- Dungeon Girl, regia di Ulli Lommel (2008)
- Son of Sam, regia di Ulli Lommel (2008)
- Absolute Evil, regia di Ulli Lommel (2009)
- D.C. Sniper, regia di Ulli Lommel (2010)
- Manson Family Cult, regia di Ulli Lommel (2012)
- Shpion, regia di Aleksey Andrianov (2012)
- Debris Documentar, regia di Marian Dora (2012)
- Carcinoma, regia di Marian Dora (2014)
- Julia 17 -, regia di Andreea Boyer (2017)
- Boogeyman: Reincarnation, regia di Ulli Lommel (2017)

#### Produttore
- Der gelbe Koffer, regia di Fernando Merino (1970)
- Anglia (1970)
- Whity, regia di Rainer Werner Fassbinder (1971)
- Tödlicher Poker, regia di Ulli Lommel (1972)
- Jodeln is ka Sünd, regia di Ulli Lommel (1974)
- Con la música a otra parte (1975)
- Mirror - Chi vive in quello specchio?, regia di Ulli Lommel (1980)
- Brainwaves - Onde cerebrali (BrainWaves), regia di Ulli Lommel (1982)
- Doppio rischio (1983)
- Revenge of the Boogeyman (1983)
- Strangers in Paradise (1984)
- La maledizione dei rubini scomparsi (1986)
- Rem 1 Experiment (1987)
- Overkill (1987)
- Heaven and Earth (1987)
- A Smile in the Dark (1991)
- Sex Crimes, regia di Ulli Lommel e Gregory Alosio (1992)
- Return of the Boogeyman (1994)
- Marilyn, My Love (1994)
- Tornado Run (1995)
- Millennium Day (1995)
- Gemini Encounters - produttore esecutivo (1995)
- Every Minute Is Goodbye (1996)
- Eva Braun: Her Life with Adolf Hitler (1996)
- Bloodsuckers (1997)
- Alien X Factor (1997)
- Hitchghost.com (2000)
- September Song - produttore esecutivo (2001)
- Fassbinder in Hollywood - documentario (2002)
- Boogeyman II: Redux (2003)
- Zombie Nation (2004)
- Ulli Lommel's Zodiac Killer (2005)
- B.T.K. Killer (2005)
- Green River Killer (2005)
- Killer Pickton (2006)
- Black Dahlia - produttore esecutivo (2006)
- The Raven (2006)
- Diary of a Cannibal (2007)
- Curse of the Zodiac - La maledizione dello Zodiaco (2007)
- The Tomb (2007)
- Mummy Maniac (2007)
- Borderline Cult (2007)
- Dungeon Girl (2008)
- Son of Sam (2008)
- Baseline Killer (2008)
- Killer Nurse (2008)
- Children of the X-Files - produttore esecutivo (2009)
- Absolute Evil (2009)
- Nightstalker (2009)
- D.C. Sniper (2010)
- Manson Family Cult - documentario (2012)
- Four Senses (2013)
- Campo Bahia Unplugged - documentario (2015)
- Boogeyman: Reincarnation (2017)

### Televisione

#### Regista
- Star Witness - film TV (1995)
- Orbita letale (Lethal Orbit) - film TV (1996)

#### Attore
- Der Marquis von Keith (1962) - film TV
- Jedermannstraße 11 (1962) - serie TV
- Legende einer Liebe (1964) - film TV
- Nächstes Jahr in Jerusalem (1965) - film TV
- Jugendprozeß (1966) - film TV
- Jan Himp und die kleine Brise (1966) - film TV
- Der Auswanderer (1967) - film TV
- Septembergewitter (1968) - film TV
- Das Kriminalmuseum (1968) - serie TV, 1 episodio
- Tonys Freunde (1969) - film TV
- Auktion bei Gwendoline (1970) - film TV
- Otto, der Klavierstimmer (1970) - serie TV, 1 episodio
- Zwei ganze Tage (1970) - film TV
- Rio das Mortes (1971) - film TV
- Olympia - Olympia (1971) - film TV
- Pionieri a Ingolstadt (1971) - film TV
- Eine Räubergeschichte (1971) - film TV
- Dreht Euch nicht um - Der Golem geht rum oder Das Zeitalter der Musse (1971) - film TV
- Die Ahnfrau - Oratorium nach Franz Grillparzer (1971) - film TV
- Otto ore non sono un giorno (1972) - miniserie TV, 1 episodio
- La libertà di Brema (Bremer Freiheit), regia di Rainer Werner Fassbinder – film TV (1972)
- Chaplins Hut (1973) - film TV
- Du stirbst nicht allein - Ein deutscher Kriegspfarrer in Paris (1973) - film TV
- Il mondo sul filo (Welt am Draht), regia di Rainer Werner Fassbinder – film TV (1973)
- Nora Helmer (1974) - film TV
- Tatort (1974) - serie TV, 1 episodio
- Also es war so... (1980) - film TV
- Orbita letale, regia di Ulli Lommel - film TV (1996)
- Altes Geld - miniserie TV, 4 episodi (2015)

#### Produttore
- Star Witness, regia di Ulli Lommel - film TV (1995)
- Orbita letale, regia di Ulli Lommel - film TV, produttore esecutivo (1996)